# Palpita austrounionalis
Palpita austrounionalis là một loài bướm đêm trong họ Crambidae.